# 渋谷東急
渋谷東急（しぶやとうきゅう）
- 1956年に造られ、2003年6月に閉鎖された渋谷東急文化会館内に存在した映画館のこと。同ビル内にあった渋谷パンテオンと共に渋谷駅の東口から見える大きな映画看板でも知られていた。
- かつて東京都渋谷区渋谷クロスタワー内にあった東急レクリエーションが運営した映画館のこと。

本項では後者について記述する。

## データ
- 所在地：東京都渋谷区渋谷2丁目15-1 渋谷クロスタワー2階
- 支配人：田島伸二（2005年）→横田浩司（2007年[1]）

## 略歴・概要
- 2003年6月30日に東急文化会館が閉館。これに伴い運営会社の東急レクリエーションは渋谷クロスタワー内にあった貸ホール「クロスタワーホール」を映画館に改装。同年7月12日、同所に渋谷東急が移転し、新たなスタートを切った。
- 旧劇場時代から引き続き、ディズニーやドリームワークス系のアニメ作品や、中規模系の作品、丸の内TOEI2系列の作品などを多く上映しており、松竹東急系のチェーンマスターだったが、一時的に運営委託していた渋谷TOEI2が東映本社に経営権を戻したため、2010年6月12日公開の『アウトレイジ』より丸の内ルーブル系のチェーンに変更。2011年7月2日公開の『マイティ・ソー』から3Dデジタルシネマシステムを導入した。
- しかし2011年3月期に当館で上映予定だった『ザ・ライト -エクソシストの真実-』が、『塔の上のラプンツェル』に差し替えられたり、2012年11月期封切の『ヱヴァンゲリヲン新劇場版:Q』が渋谷TOEIでの上映となり、当館の上映作が『最強のふたり』に差し替えになるなど、番組編成のフリー化が行われるようになった。
- 2012年12月18日、10年間の定期建物賃貸借契約満了に伴い翌年5月中旬での閉館を発表[2]。2013年5月23日、午後8時50分終映の『L.A. ギャング ストーリー』をもって、旧劇場時代と合わせて渋谷東急56年半の歴史に幕を下ろした。当館の閉館により、渋谷地区の東急系映画館はBunkamura内のミニシアター「ル・シネマ」を残すのみとなった。
- 渋谷地区での丸の内ルーブル系作品上映は、同年6月15日封切の『ハード・ラッシュ』からヒューマントラストシネマ渋谷及び渋谷TOEI2、TOHOシネマズ渋谷が引き継いだ。

## 特徴
- 定員300人。全席指定・定員入替制だった。このため1階のチケット売り場で購入できる前売券・株主券などのチケットは、当日券（時間指定券）に引き換えてから入場するシステムとなっていた。
- 食べ物（ポップコーンなど）を売る売店はないが、自動販売機コーナーはあった。

## 主な上映作品
- 2003年 デッドコースター（オープニング作品）、茄子 アンダルシアの夏、天使の牙B.T.A.、閉ざされた森、インファナル・アフェア、ファインディング・ニモ
- 2004年 ゴシカ、フォーチュン・クッキー、キューティーハニー、ハリー・ポッターとアズカバンの囚人、マッハ!!!!!!!!（2作目はシネマスクエアとうきゅうで公開）、テイキング・ライブス、インファナル・アフェア 無間序曲、ツイステッド、Mr.インクレディブル
- 2005年 カンフーハッスル、THE JUON/呪怨、サハラ 死の砂漠を脱出せよ、シャーク・テイル、姑獲鳥の夏、マダガスカル、キャプテン・ウルフ、インファナル・アフェアIII 終極無間、エンパイア・オブ・ザ・ウルフ、ハリー・ポッターと炎のゴブレット、ディック&ジェーン 復讐は最高!
- 2006年 セブンソード、博士の愛した数式、シリアナ、ファイヤーウォール、GOAL!、Vフォー・ヴェンデッタ、ウルトラヴァイオレット、森のリトル・ギャング、バックダンサーズ!、16ブロック、テキサス・チェーンソー ビギニング、鉄コン筋クリート
- 2007年 あなたを忘れない、蟲師、GOAL!2、シュレック3、遠くの空に消えた、スキヤキ・ウエスタン ジャンゴ、インベージョン、ナンバー23、魍魎の匣
- 2008年 テラビシアにかける橋、明日への遺言、ブラックサイト、シューテム・アップ、スカイ・クロラ The Sky Crawlers、宮廷画家ゴヤは見た、アイズ、1408号室
- 2009年 劇場版 カンナさん大成功です!、ハイスクール・ミュージカル ザ・ムービー、昴－スバル－、グラン・トリノ、バンコック・デンジャラス、ザ・スピリット、ハリー・ポッターと謎のプリンス、HACHI 約束の犬、8月のシンフォニー -渋谷2002〜2003、ドゥームズデイ、エスター、ホワイトアウト、大怪獣バトル ウルトラ銀河伝説 THE MOVIE
- 2010年 魔法少女リリカルなのは The MOVIE 1st、しあわせの隠れ場所、TEKKEN -鉄拳-、第9地区、僕たちのプレイボール、アウトレイジ、エアベンダー、キャッツ&ドッグス 地球最大の肉球大戦争、ガフールの伝説、エクリプス/トワイライト・サーガ、バーレスク
- 2011年 ザ・タウン、悪魔を見た、塔の上のラプンツェル、八日目の蝉、Paradise Kiss、マイティ・ソー、ツリー・オブ・ライフ、スリーデイズ、キャプテン・アメリカ/ザ・ファースト・アベンジャー、ツレがうつになりまして。、アントキノイノチ、ワイルド7
- 2012年 ハンター、英雄の証明、シャーロック・ホームズ シャドウ ゲーム、ももへの手紙、ダーク・シャドウ、崖っぷちの男、魔法少女リリカルなのは The MOVIE 2nd A's、桐島、部活やめるってよ、白雪姫と鏡の女王、推理作家ポー 最期の5日間、神秘の法、ゲットバック、ウーマン・イン・ブラック 亡霊の館、最強のふたり
- 2013年 LOOPER/ルーパー、王になった男、ジャックと天空の巨人、L.A. ギャング ストーリー（最終上映作品）